# جواز سفر أوروغواياني
يصدر جواز السفر الأوروغواياني لمواطني الأوروغواي بغرض السفر إلى خارج الأوروغواي. يمكن لمواطني الأوروغواي استخدام بطاقة الهوية الخاصة بهم للسفر في دول ميركوسور، وكذلك السفر إلى تشيلي وبوليفيا.
أصدرت وزارة الداخلية في أوروغواي جواز السفر الإلكتروني لمواطني أوروغواي منذ 16 أكتوبر 2015. يتوافق جواز السفر الجديد مع المعايير المنصوص عليها في برنامج الإعفاء من التأشيرة للولايات المتحدة. وقت المعالجة القياسي هو 20 يوم عمل؛ ولكن تتوفر المعالجة العاجلة لمدة 48 ساعة مقابل رسوم أعلى.
اعتبارًا من 11 يناير 2022 كان لدى مواطني أوروغواي تأشيرة دخول أو تأشيرة عند الوصول إلى 153 دولة وإقليمًا مما جعل جواز سفر أوروغواي يحتل المرتبة 27 من حيث حرية السفر وفقًا لمؤشر هينلي لجوازات السفر.

## روابط خارجية
- Council تنظيم (الاتحاد الأوروبي) 539/2001
- Council regulation 1932/2006
- Council regulation 539/2001 consolidated version, 19.1.2007
- DNIC (Dirección Nacional de Identificación Civil | Ministerio del Interior) - Pasaporte باللغة الإسبانية